# Campeonato Argentino de Futebol de 1963
O Campeonato Argentino de Futebol de 1963 foi a trigésima terceira temporada da era profissional da Primeira Divisão do futebol argentino. O certame foi disputado em dois turnos de todos contra todos, entre 28 de abril e 24 de novembro de 1963. O Independiente sagrou-se campeão argentino, pela sétima vez.

## Participantes
| Equipe             | Cidade       |
| ------------------ | ------------ |
| Argentinos Juniors | Buenos Aires |
| Atlanta            | Buenos Aires |
| Banfield           | Banfield     |
| Boca Juniors       | Buenos Aires |
| Chacarita Juniors  | Villa Maipú  |
| Estudiantes        | La Plata     |
| Gimnasia y Esgrima | La Plata     |
| Huracán            | Buenos Aires |
| Independiente      | Avellaneda   |
| Racing Club        | Avellaneda   |
| River Plate        | Buenos Aires |
| Rosario Central    | Rosário      |
| San Lorenzo        | Buenos Aires |
| Vélez Sarsfield    | Buenos Aires |

## Classificação final
| Pos | Equipes               | J  | V  | E  | D  | GM | GS | Pts |
| --- | --------------------- | -- | -- | -- | -- | -- | -- | --- |
| 1   | Independiente         | 26 | 14 | 9  | 3  | 53 | 25 | 37  |
| 2   | River Plate           | 26 | 13 | 9  | 4  | 48 | 23 | 35  |
| 3   | Racing Club           | 26 | 11 | 8  | 7  | 43 | 32 | 30  |
| 3   | Boca Juniors          | 26 | 12 | 6  | 8  | 30 | 29 | 30  |
| 5   | Atlanta               | 26 | 12 | 4  | 10 | 35 | 37 | 28  |
| 6   | Huracán               | 26 | 8  | 11 | 7  | 36 | 31 | 27  |
| 7   | Banfield              | 26 | 7  | 11 | 8  | 36 | 27 | 25  |
| 7   | San Lorenzo           | 26 | 9  | 7  | 10 | 37 | 46 | 25  |
| 9   | Estudiantes LP        | 26 | 9  | 6  | 11 | 37 | 43 | 24  |
| 10  | Rosario Central       | 26 | 6  | 10 | 10 | 34 | 43 | 22  |
| 10  | Argentinos Juniors    | 26 | 5  | 12 | 9  | 28 | 43 | 22  |
| 12  | Gimnasia y Esgrima LP | 26 | 7  | 7  | 12 | 33 | 41 | 21  |
| 13  | Vélez Sarsfield       | 26 | 5  | 10 | 11 | 32 | 44 | 20  |
| 14  | Chacarita Juniors     | 26 | 4  | 10 | 12 | 25 | 43 | 18  |

|  |          |
|  | Campeão. |

## Premiação
| Campeonato Argentino de Futebol de 1963 |
| --------------------------------------- |
| Independiente Campeão (7° título)       |

## Goleadores
| Jogador | Jogador           | Gols | Equipe        |
| ------- | ----------------- | ---- | ------------- |
|         | Luis Artime       | 25   | River Plate   |
|         | Pedro Prospitti   | 17   | Estudiantes   |
|         | Mario Rodríguez   | 16   | Independiente |
|         | Julio San Lorenzo | 16   | Racing Club   |
|         | Ermindo Onega     | 13   | River Plate   |